# Železnik
Železnik je 128. najbolj pogost priimek v Sloveniji, ki ga je po podatkih Statističnega urada Republike Slovenije na dan 31. decembra 2007 uporabljalo 1.169 oseb, na dan 1. januarja 2011 pa 1.163 oseb ter je med vsemi priimki po pogostosti uporabe zavzel 129. mesto.
- Adela Železnik, umetnostna zgodovinarka, kustosinja
- Alenka Železnik (1929—1986), umetnostna zgodovinarka, muzealka
- Aleš Železnik?
- Barbara Železnik, arhitektka, športna delavka (=druga?)
- Branka Bračič Železnik, geologinja
- Danica Železnik, prof., dekanica, predstojnica Raziskovalnega inštituta na Visoki šoli za zdravstvene vede Slovenj Gradec
- Marija Železnik, umetnostna zgodovinarka
- Martin Železnik (1891—1962), učitelj glasbe, zborovodja in skladatelj
- Milan Železnik (1929—1987), umetnostni zgodovinar in konservator
- Neva Železnik, novinarka in humanitarka
- Peter Železnik, slikar, restavrator (oče Milana)
- Peter Železnik, dr. gozdarstva, naravovarstveni svetovalec
- Rado Železnik (1894—1935), igralec in režiser
- Sabrina Železnik, performerka in producentka
- Tjaša Železnik (*1974), gledališka in filmska igralka
- Tomaž Železnik (1938—2007), arhitekt (v mladosti športnik/plavalec)
- Urška Železnik, zgodovinarka
- Valerija Železnik (por. Sila), dramska igralka
- Vesna Železnik, zdravnica internistka
- Zoran Železnik (1930—2020), veterinar virolog, univ. prof.
- Žiga Železnik, zgodovinar, arhivist, informatik